# Hans Flohr (Fußballspieler)
Hans Flohr (geb. vor 1911; gest. nach 1925) war ein deutscher Fußballspieler.

## Karriere
Flohr spielte mit Unterbrechungen von 1911 bis 1925 für drei bis vier Hamburger Vereine Fußball, je nach Zählweise. Zunächst bestritt er in der Saison 1911/12 für den SC Concordia (Wandsbek) Punktspiele in der drittklassigen 1c-Klasse im Bezirk III, in den vom Norddeutschen Fußball-Verband ausgetragenen Meisterschaften.
1912 wechselte er zum SC Germania Hamburg, dem er als Feldspieler, gelegentlich auch Torwart bis 1914 angehörte. Anschließend wechselte er zum späteren Fusionspartner Hamburger FC 1888, was ihm sein bisheriger Verein übelnahm. Im Verlauf des Ersten Weltkriegs kehrte er zur Concordia zurück, für die er zeitweise in einer Spielgemeinschaft mit Germania antrat, bevor er sich 1919 dem neu gegründeten Hamburger SV anschloss.
Von 1919 bis 1924 war er Spieler des neuen Großvereins, für den er im Bezirk Hamburg-Altona zum Einsatz und Erfolgen kam. 1920/21 wurde die Norddeutsche Meisterschaft in zwei Ligakreisen (Nord und Süd) ausgespielt, deren Meister das in Hin- und Rückspiel ausgetragene Finale zu bestreiten hatten. Mit dem Hamburger SV ging Flohr ungeschlagen und mit acht Punkten Vorsprung vor Holstein Kiel als Sieger der Nordkreisliga hervor. Die beiden Finalspiele gegen Hannover 96, den Sieger der Südkreisliga, wurden mit 8:0 (auswärts) und 3:1 gewonnen. Der Erfolg berechtigte den Hamburger SV zur Teilnahme an der Endrunde um die Deutsche Meisterschaft; das am 22. Mai 1921 beim Duisburger SpV ausgetragene Viertelfinale, in dem er seine Endrundenpremiere hatte, wurde mit 1:2 nach Verlängerung verloren.
Die Folgesaison spielte er – Reform bedingt – im Alsterkreis des NFV. Am Saisonende belegte er mit seiner Mannschaft den dritten Platz, nahm mit dem Hamburger SV als Titelverteidiger dennoch an der Endrunde um die Norddeutsche Fußballmeisterschaft teil. Mit einem Punkt Vorsprung vor Holstein Kiel wurde er Norddeutscher Meister. Durch den neuerlichen Erfolg war er mit seinem Verein erneut in der Endrunde um die Deutsche Meisterschaft vertreten. Er bestritt vier Spiele  und erzielte zwei Tore, doch am Ende – nicht zuletzt aufgrund des Verzichts seines Vereins – blieb der Meistertitel vakant.

Die Victoria – Wanderpokal für den Deutschen Fußballmeister von 1903 bis 1944 – gewann der Hamburger SV erstmals 1923 und 1928 erneut.

Nachdem er das am 21. Mai 1922 mit 5:0 gegen den Stettiner FC Titania gewonnene Viertelfinale bestritten hatte, folgte das am 4. Juni mit 4:0 gegen den FC Wacker München gewonnene Halbfinale.
Das am 18. Juni im Deutschen Stadion von Berlin angesetzte Finale endete nach 90 Minuten mit 2:2 und fand trotz Verlängerung keinen Sieger. Dass es dazu kam, lag an seinem Treffer zum Ausgleich in der 86. Minute. Das sieben Wochen später am 6. August im VfB-Stadion in Leipzig angesetzte Wiederholungs-Finale fand mit 1:1 nach Verlängerung ebenfalls keinen Sieger, da es von Schiedsrichter Peco Bauwens abgebrochen werden musste. Als Grund dafür schrieb die Regel vor, das diese Maßnahme zu ergreifen ist, wenn einer Mannschaft nur noch sieben anstatt der vorgeschriebenen acht Spieler zur Verfügung stehen.
Mit dem Platzverweis von Heinrich Träg in der 100., dem Platzverweis von Willy Böß in der 18. Minute und den verletzungsbedingten Ausfällen von Anton Kugler und Luitpold Popp auf Nürnberger Seite, war dies der Fall. Der zum Meister erklärte Hamburger SV verzichtete auf den Titel.
Als Sieger im Alsterkreis 1922/23, nunmehr in der Ligaklasse Groß-Hamburg, hervorgegangen, nahm er mit der Mannschaft auch an der Endrunde um die Norddeutsche Meisterschaft teil. Über das erfolgreiche Qualifikationsspiel gegen Borussia Harburg, das erfolgreiche Viertelfinalspiel bei Eintracht Hannover und das Freilos im Halbfinale, zog er mit dem Hamburger SV in das Finale ein. Das am 29. April 1923 im Stadion Hoheluft gegen Holstein Kiel ausgetragene Finale wurde mit 2:0 gewonnen. In der sich anschließenden Endrunde um die Deutsche Meisterschaft 1922/23 wurde er nicht eingesetzt. Der Hamburger SV gewann das am 10. Juni 1923 in Berlin ausgetragene Finale mit 3:0 gegen den SC Union Oberschöneweide; als Teil der Mannschaft darf sich Flohr dennoch als Deutscher Meister bezeichnen. Seine letzte Saison für den Hamburger SV schloss er mit zwei Titeln ab; zunächst gewann er erstmals die Meisterschaft im Bezirk Groß-Hamburg, anschließend und erneut die Norddeutsche Meisterschaft.
Seine letzte Saison als aktiver Fußballspieler bestritt er nochmals für den SC Concordia – nunmehr und erstmals im Alsterkreis in der Bezirksliga Groß-Hamburg. Am Saisonende stieg der Verein als Tabellenletzter ab.

## Erfolge
- Deutscher Meister 1923 (ohne Einsatz)
- Norddeutscher Meister 1921, 1922, 1923, 1924
- Bezirksmeister Groß-Hamburg 1924